# Liparetrus melallus
Liparetrus melallus är en skalbaggsart som beskrevs av Britton 1959. Liparetrus melallus ingår i släktet Liparetrus och familjen Melolonthidae. Inga underarter finns listade i Catalogue of Life.